# Atletica leggera ai Giochi olimpici intermedi - 5 miglia
Ai Giochi olimpici intermedi di Atene 28 atleti parteciparono alla gara delle 5 miglia (8047 metri). La prova si tenne il 25 aprile nello Stadio Panathinaiko. Non ci furono qualificazioni: si disputò direttamente la finale.

La distanza venne importata direttamente dal Regno Unito, paese guida nell'atletica leggera mondiale.

## L'eccellenza mondiale
Il miglior fondista in circolazione, il britannico Alfred Shrubb, non partecipa in quanto è passato al professionismo poco prima dei Giochi.

## Finale
In finale, il connazionale Henry Hawtrey prende la guida della corsa dopo 2 miglia e si invola solitario al traguardo, distaccando il secondo, lo svedese Svanberg, di 20 metri. Il terzo classificato, l'irlandese John Daly, viene squalificato per aver fatto da tappo allo svedese Dahl nel rettilineo finale, impedendogli di sprintare.
| Pos     | Paese       | Atleta        | Età | Tempo ufficiale | Tempo ufficioso |
| ------- | ----------- | ------------- | --- | --------------- | --------------- |
| Oro     | Regno Unito | Henry Hawtrey | 24  | 26'11"8         |                 |
| Argento | Svezia      | John Svanberg | 25  |                 | 26'19"4         |
| Bronzo  | Svezia      | Edward Dahl   | 20  |                 | 26'26"2         |